# Parson Russell-terrier
Parson Russell Terrier er en hunderace af typen terrier. Racen er en jagthund af gruppen af gravsøgende hunde. Den er den første variant af Jack Russell Terrier der er blevet anerkendt som hunderace.